# Bandera d'Arizona
La bandera d'Arizona consisteix en 13 raigs vermells i daurats a la meitat superior, representant les 13 colònies originals i els colors de la bandera d'Espanya en homenatge als descobridors espanyols. L'estrella de coure al centre simbolitza la indústria minera d'aquest estat.
La bandera va ser adoptada el 17 de febrer de 1917, per la Tercera Legislatura d'Arizona.